# Johannes Hoffmann
Johannes Hoffmann, född 3 juli 1867 i Ilbesheim bei Landau in der Pfalz, död 15 december 1930 i Berlin, var en tysk politiker. 
Hoffmann var 1887-1908 folkskollärare i Kaiserslautern och 1910-1919 andre borgmästare där. Han invaldes 1908 i bayerska lantdagen och 1912 i tyska riksdagen och intog en framskjuten ställning bland Bayerns socialdemokrater och blev vid novemberrevolutionen 1918 kultusminister i Kurt Eisners ministär. 
Efter mordet på Eisner (21 februari 1919) blev Hoffmann bayersk ministerpresident och visade som sådan föga energi mot de kommunistiska omstörtningsförsöken, som väsentligen nedslogs genom frivilliga borgerliga organisationer. I samband med Kappkuppen mars 1920 avgick Hoffmann, blev åter folkskollärare i Kaiserslautern och 1921 medlem av därvarande statsdomstol.